# Joseph Bali
Joseph Bali (ur. 1983 w Bejrucie) – duchowny Syryjskiego Kościoła Ortodoksyjnego, od 2021 sekretarz patriarszy.
W lipcu 2008 został postrzyżony na mnicha. Święcenia kapłańskie otrzymał w lipcu 2011. 15 maja 2021 patriarcha Ignacy Efrem II mianował go sekretarzem Patriarchatu Antiochii.
Sakrę biskupią otrzymał 25 czerwca.